# Политическа революция
Политическата революция според троцкистката теория, е този обществен катаклизъм, вследствие на/от който се заменя правителството или се извършват промени във формата на държавно управление, без да се променят имуществените (собственически) обществени отношения, т.е. при политическата революция няма промяна в/на собствеността – трансформацията ѝ от една в друга (национализация или раздържавяване). За Лев Троцки революциите във Франция през 1830 г. и 1848 г. са политически революции.
Политическите революции теоретично се разграничават и противостоят на социалните революции, при които настъпва промяна в собствеността, при които обикновено се национализира, реквизира и/или секвистира собствеността на „господстващите класи“ според марксическата теория и ленинска практика.